# Il Giornale dell'Architettura
Il Giornale dell'Architettura è una rivista italiana dedicata al mondo dell'architettura, della trasformazione urbana e del design.

## Storia
La rivista nasce come mensile cartaceo, pubblicato dalla casa editrice torinese Allemandi. come equivalente editoriale nel campo dell'architettura del noto Giornale dell'Arte.
Il primo numero risale al novembre 2002. Da allora verranno pubblicati 117 numeri, per la direzione di Carlo Olmo, fino alla primavera 2014. In seguito, per la direzione di Luca Gibello, le pubblicazioni proseguono online ad opera di The Architectural Post (associazione culturale di scopo costituita da direzione e redazione), licenziataria della testata per conto di Umberto Allemandi & C. La diffusione degli articoli (pubblicati con una frequenza media di un contributo al giorno) avviene, oltre che attraverso il sito web, attraverso una newsletter settimanale ad iscrizione gratuita.